# Weston (Connecticut)
Weston – miasto w Stanach Zjednoczonych, w stanie Connecticut, w hrabstwie Fairfield.